# Monte Mrzli
Il Monte Merzli, talvolta indicato semplicemente come Merzli o Smerle, (in sloveno Mrzli vrh) è una montagna alta 1.359 metri della Slovenia occidentale situata nell'alta vallata dell'Isonzo.
Durante la prima guerra mondiale fu teatro di violenti scontri fra le truppe del Regio Esercito italiano e gli eserciti imperiali austro-ungarici. Nonostante i ripetuti assalti e le gravi perdite subite dal Regio Esercito, la vetta del monte rimarrà saldamente in mano austriaca per tutto il corso del conflitto.

## Storia
Nel corso della prima battaglia dell'Isonzo il monte Merzli divenne uno dei principali obiettivi del Regio Esercito: la sua conquista infatti avrebbe consentito agli italiani di minacciare la testa di ponte di Tolmino. Nel corso dell'estate 1915 furono lanciati dal IV Corpo d'armata ripetuti e sanguinosi assalti che non sortirono alcun effetto sugli austro-ungarici che anzi rimasero saldamente arroccati sulle loro posizioni. Il Merzli, per via delle sue trincee e delle sue linee di difesa, divenne ben presto una delle più munite roccaforti austriache nella valle isontina. Ad aumentare la sua importanza strategica vi fu il fatto che la conquista del monte Nero nel giugno 1915 non aveva comportato per gli italiani i grandi vantaggi tattici sperati. La presenza sulle vicine alture del Merzli e del Vodil di munite batterie d'artiglieria austro-ungariche continuava infatti a precludere loro ogni possibilità di sfondamento nella sottostante conca di Tolmino.
Nel corso della quarta battaglia dell'Isonzo, nel novembre 1915, le truppe italiane attaccarono nuovamente le posizioni austro-ungariche sul Merzli a costo di perdite gravissime. Al termine dell'offensiva tuttavia la vetta rimase saldamente in mano austriaca. Gli italiani attaccarono ancora il Merzli nel corso della quinta battaglia dell'Isonzo, nel marzo 1916, senza tuttavia ottenere nessun risultato.
Il 24 ottobre 1917, durante le fasi iniziali della battaglia di Caporetto, i reparti austro-ungarici sul Merzli fecero esplodere una potente mina la cui deflagrazione travolse le prime linee italiane e facilitò il successivo attacco delle fanterie.